# Епархия Циньчжоу

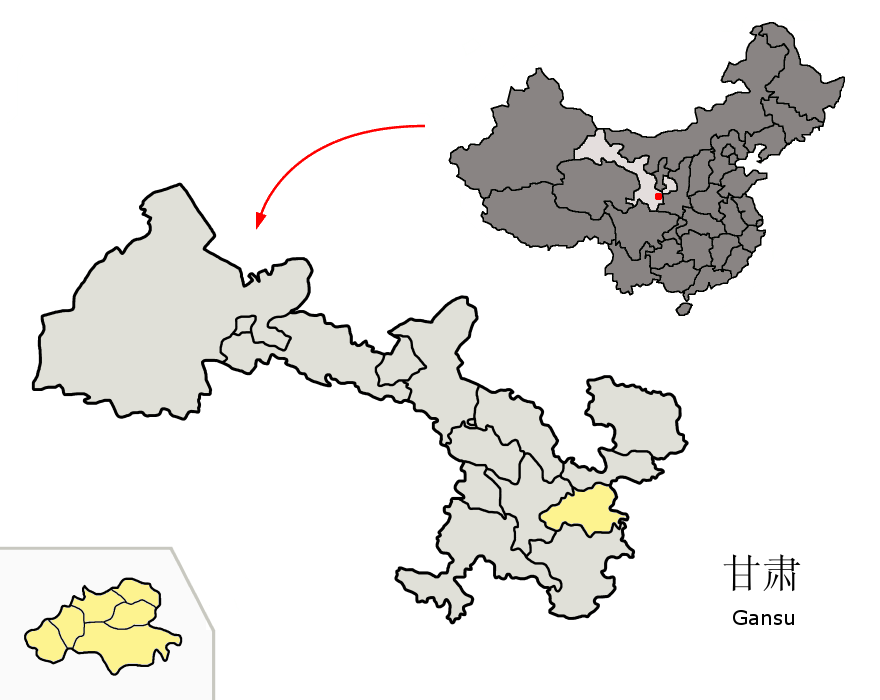
Расположение города Тяньшуй

 Епархия Циньчжоу  (лат. Dioecesis Zinceuvensis) — епархия Римско-Католической церкви с центром в городе Тяньшуй, Китай. Епархия Тяньшуй входит в митрополию Ланьчжоу.

## История
28 апреля 1905 года Святой Престол учредил Апостольский викариат Южного Ганьсу, выделив его из апостольского викариата Ганьсу (сегодня — Архиепархия Ланьчжоу).
8 марта 1922 года апостольский викариат Южного Ганьсу передал часть своей территории апостольскому викариату Западного Ганьсу. В этот же день апостольский викариат Южного Ганьсу был переименован в Восточный Ганьсу. 3 декабря 1924 года апостольский викариат Восточного Ганьсу был переименован в апостольский викариат Циньчжоу.
25 января 1930 года апостольский викариат Циньчжоу передал часть своей территории апостольской префектуре Пинляна (сегодня — Епархия Пинляна).
11 апреля 1946 года Римский папа Пий XII выпустил буллу «Quotidie Nos», которой преобразовал апостольский викариат Циньчжоу в епархию Циньчжоу.

## Ординарии епархии
- епископ Everardo Ter Laak (1905 — 6.05.1914)
- епископ Constantin Daems (6.05.1914 — 8.03.1922)
- епископ Salvador-Pierre Walleser (28.03.1922 — 1.01.1946)
- епископ Peter G. Grimm (21.04.1949 — 24.11.1972)
  - Sede vacante (с 1972 года — по настоящее время)

## Источник
- Annuario Pontificio, Libreria Editrice Vaticana, Città del Vaticano, 2003, ISBN 88-209-7422-3